# حنش سقطري
حنش سقطري (الاسم العلمي:Coluber socotrae) هو نوع من الزواحف يتبع جنس الحنش من فصيلة الأحناش.